# UAP Tower
La UAP Old Mutual Tower es un rascacielos situado en Nairobi, la capital de Kenia. Con 33 pisos y 163 metros de altura, es el segundo edificio más alto de la ciudad y del país.

## Características
El rascacielos se encuentra en Hospital Road, en el barrio Upper Hill, a unos 3,5 kilómetros al oeste del distrito central de negocios de la ciudad.
Se convirtió en la estructura más alta de Kenia tras su finalización en 2015, superando a la Times Tower, que había mantenido ese récord durante 15 años. En la actualidad es el segundo edificio más alto de la ciudad y del país, por detrás de la Britam Tower, que lo destronó en 2017.
Es propiedad del UAP Old Mutual Group, un conglomerado de servicios financieros con sede en Kenia y filiales en seis países africanos. Tiene un espacio rentable que mide 29.000 metros cuadrados y también albergará la sede de UAP Old Mutual Group una vez que esté completamente terminado. 
La torre se financió mediante capital privado en un total de 4 mil millones de chelines kenianos (unos 40 millones de dólares estadounidenses de 2015). El edificio abrió sus puertas el 5 de julio de 2016 y se llenó en un 50 por ciento el día de la inauguración.